# Heavy Petting
Albums de Bad Manners
Fat Sound
(1993)  Stupidity
(2003)
Heavy Petting ou Don't Knock the Baldhead est le huitième album studio de Bad Manners, sorti en 1997.

## Liste des pistes
| No  | Titre                     | Auteur            | Durée |
| --- | ------------------------- | ----------------- | ----- |
| 1.  | Don't Knock the Baldheads |                   | 3:01  |
| 2.  | Black Night               | Ritchie Blackmore | 1:57  |
| 3.  | Down Berry Wood           |                   | 5:06  |
| 4.  | Happiness                 |                   | 4:04  |
| 5.  | Heavy Petting             |                   | 3:58  |
| 6.  | In the Jungle             |                   | 3:32  |
| 7.  | No, No, No                |                   | 3:38  |
| 8.  | Randy Scouse Git          | Micky Dolenz      | 2:25  |
| 9.  | Feel Like Jumping         | Marcia Griffiths  | 3:14  |
| 10. | Red River Ska             |                   | 2:32  |
| 11. | Liverpool and Birmingham  |                   | 2:47  |
| 12. | Lager Delirium            |                   | 2:41  |
| 13. | Go                        |                   | 3:49  |

## Formation
- Buster Bloodvessel - Chant & Production
- Louis Alphonso - Guitare, Clavier, Production & Chœurs
- Alan Perry - Saxophone alto & Chœurs
- John Thompson - Basse
- Richard "Bosky" Allen - Clavier
- Matt Godwin - Saxophone
- Dave Welton - Trombone
- Chris Welch - Trompette
- Phil Baptiste - Batterie
- Dave Turner - Harmonica
- Warren Middleton - Trombone
- John Dutton - Clavier
- John Gale - Saxophone alto
- Trevor Swift - Saxophone ténor
- Jason Richardson - Saxophone ténor
- Dan Farrant - Batterie
- Jacquie & Pauline Cuff - Chœurs féminins
- Marcus D. Bush - Basse, Orgue, Production, Ingénieur & Mixage(811 Studios / Sussex / UK)
- Glover - Mixage(811 Studios / Sussex / UK)
- Stefan Bruggemann : Mastering (Vielklang Studios / Berlin / Germany)
- Roger Lomas - Production (on Feel Like Jumpin')
- Recorded at 811 Studios, Cowfold, Sussex